# Asanbosam
L'asanbosam è un vampiro africano, il cui mito è diffuso soprattutto fra gli Ashanti del sud del Ghana e fra alcune popolazioni della Costa d'Avorio e del Togo. Questo essere vive nelle foreste, dove spesso incontra i cacciatori locali. Di solito possiede sembianze umane, ma con due eccezioni: ha denti in acciaio ed uncini al posto dei piedi. In genere colpisce le sue vittime al pollice.